# 卡默爾冰原島峰

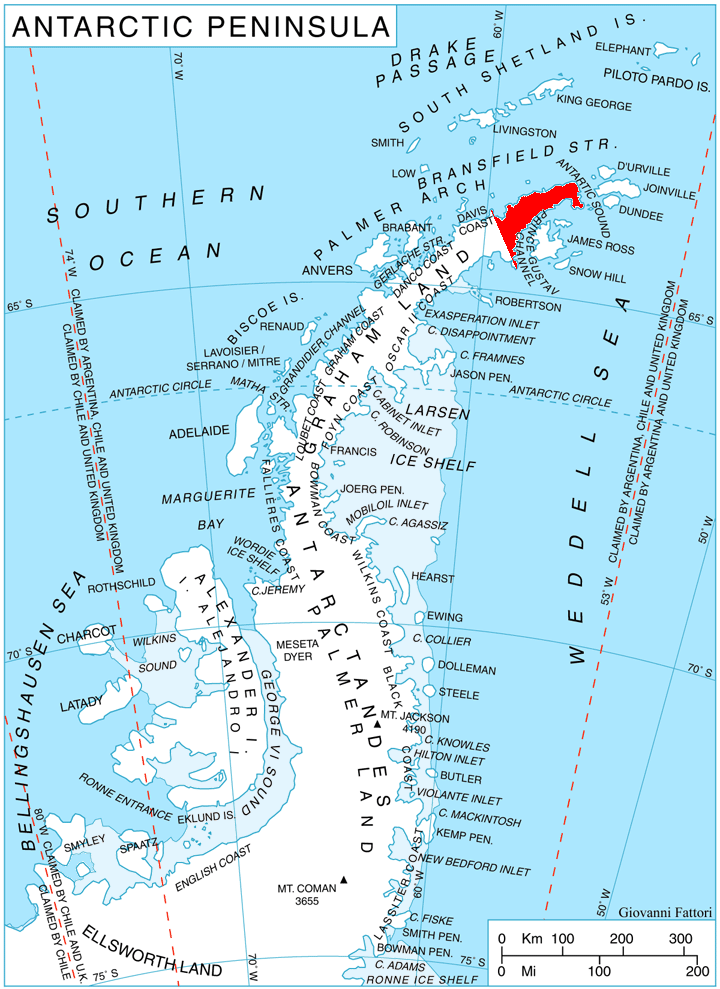

卡默爾冰原島峰（英語：Camel Nunataks）是南極洲的冰原島峰，位於特里尼蒂半島，處於維尤角以北15公里和加爾萬角西北面8.68公里，海拔高度450米，現時由南極條約體系管理。

## 外部連結
- Trinity Peninsula. Scale 1:250000 topographic map No. 5697. Institut für Angewandte Geodäsie and British Antarctic Survey, 1996.

63°25′S 57°26′W / 63.417°S 57.433°W